# Cutremurul din Amorgos din 1956
Cutremurul din Amorgos din 1956 a avut loc la 03:11 UTC la 9 iulie. Acesta a avut o magnitudine de 7,7 pe scara de magnitudine a momentului seismic și o intensitate maximă percepută de IX pe scara de intensitate Mercalli. Epicentrul a fost în sudul insulei Amorgos, cea mai estică din insulele Ciclade din Marea Egee. Au fost înregistrate pagube semnificative pe Amorgos și pe insula vecină Santorini. A fost cel mai mare cutremur din Grecia din secolul al XX-lea. Peste 13 minute a urmat un cutremur cu magnitudinea de 7,2 în apropiere de insula Santorini. A declanșat un tsunami major cu valuri de 30 m. Efectele combinate ale cutremurului și ale tsunamiului au cauzat moartea a 53 de persoane, iar alte 100 au fost rănite. Pagubele au fost grave, în special pe Santorini. Cutremurul a distrus 529 de case și multe altele au fost avariate.